# Dulciaan
Een dulciaan of curtal is een blaasinstrument uit de renaissance en de rechtstreekse voorloper van de huidige fagot. De dulciaan, een dubbelriet-instrument, wordt, net als de blokfluit, in consorts gebouwd, van klein tot groot, dus van hoog naar laag, in vele grootten en vormen. De kortholt was een vergelijkbaar instrument uit de renaissance.
Kenmerkend is de gevouwen conische buis met de voor blaasinstrumenten afwijkende vingerzettingen, met gaten op de beide helften van de gebogen buis. Dit bouwprincipe maakte grote exemplaren mogelijk, de voorlopers van de fagot, die voor die tijd, de renaissance, hele lage tonen produceerden.
Dulciaan komt nog steeds voor als naam van een qua klank enigszins vergelijkbaar register in het orgel.
- (en)  The Dulcian, 2004. gearchiveerd

Aliquot · Bourdon · Chamadewerk · Cornet · Cymbelster · Dulciaan · Fluit · Gedekt · Grondstem · Hobo · Holpijp · Mixtuur · Nachtegaal · Prestant · Roerfluit · Salicionaal · Strijkers  · Subbas · Tolkaan · Voix céleste · Vulstem